# NCIS (első évad)
Az itt található lista az NCIS című televíziós sorozat első évadjának epizódjait tartalmazza.
| Eredeti cím | Eredeti bemutató     | Magyar cím               | Magyar bemutató    | #    |
| --- | -------------------- | ------------------------ | ------------------ | ---- |
| Yankee White | 2003. szeptember 23. | Az elnök különgépe       | 2005. október 17.  | 1x01 |
| Az Egyesült Államok elnöke a különgépére hívja meg ebédre az egyik új parancsnokot. A parancsnok azonban az ebéd után rosszul lesz és furcsa körülmények között meghal. Néhányan az elnök elleni merényletre gyanakodnak és az NCIS-t is beavatják a nyomozásba. Leroy Jethro Gibbs, az NCIS vezetője kénytelen bevonni Caitlin Todd-ot is. A lánynak pedig kissé furcsának tűnnek az NCIS eszközei.                                                                                                |                      |                          |                    |      |
| Hung Out to Dry | 2003. szeptember 30. | Mosatlan szennyes        | 2005. október 24.  | 1x02 |
| Egy tengerésztiszt gyakorlat közben életét veszti - nem nyílik ki az ejtőernyője. Gibbs és tárai nyomoznak az ügyben, és az újonnan az NCIS-hez csatlakozott Caitlin Todd is. Kiderül, hogy a tengerésznek volt ugyan tartalék-ernyője, ám ópiumidokat találtak a szervezetében, ráadásul az ejtőernyő köteleivel sem volt minden rendben. |                      |                          |                    |      |
| Seadog | 2003. október 7.     | A lámpás                 | 2005. október 31.  | 1x03 |
| Egy fiatalokból álló csapat az éjszaka közepén lövésekre lesz figyelmes a tengerparton, Virginia-ban, majd megjelenik egy üres motorcsónak is. Nem sokkal később egy halott tengerészt vet partra a víz. A jelek pedig arra utalnak, hogy a férfi minden bizonnyal illegális drogcsempészetbe keveredett. |                      |                          |                    |      |
| The Immortals | 2003. október 14.    | A halhatatlanok          | 2005. november 7.  | 1x04 |
| Néhány fiatal búvárkodás közben a korallokat tanulmányozza, amikor találnak egy halott matrózt súlyokkal a lábán. Az a különös a dologban, hogy a matróz díszegyenruhát és díszkardot visel. Gibbs és csapata azon a hajón néznek körül először, ahol a fiatalember szolgált. Kiderül, hogy a mtróz egy valóságos számítógépes zseni volt és szerepjátékkal is játszott. |                      |                          |                    |      |
| The Curse | 2003. október 28.    | A múmia átka             | 2005. november 14. | 1x05 |
| Egy nemzeti park vadásza talál egy tartályt, amin a Tengerészet jele látható. A tartályban egy férfi elsorvadt holttestére bukkannak, s az NCIS feladata, hogy kiderítse a részleteket. Úgy tűnik, hogy a tartály - amit átalakították teherszállításra - egy vadászrepülőről származik. A férfi pedig egy hadnagy volt és ahogy egyre több részlet derül ki, egyre bonyolultabbá válik a helyzet.                                                                                                  |                      |                          |                    |      |
| High Seas | 2003. november 4.    | Felpörgetve              | 2005. november 21. | 1x06 |
| Egy tengerész a kimenője során teljesen kikészül egy buliban. Az anyahajón később kábítószert találnak a vérében, de fogalma sincs mindez hogyan történhetett. Gibbs és csapatát egy korábbi nyomozótársuk, Stan hívja a hajóra, hogy az ügy végére járjanak. Anthony féltékeny is lesz Stanre, akinek úgy tűnik különösen közeli kapcsolata van Gibbs parancsnokkal. Hamarosan egy másik tengerész is a gyengélkedőre kerül hasonló ügyben, aki szintén soha életében nem fogyasztott kábítószert. |                      |                          |                    |      |
| Sub Rosa | 2003. november 18.   | A szélhámos              | 2005. november 28. | 1x07 |
| Egy raktár előtt egy véletlen folytán kiömlik egy tartály sav. A hordóból hirtelen egy holttest is kifordul, amelyet szinte lehetetlen azonosítani. Az NCIS számára nagyon kevés nyom áll a rendelkezésre, amin elindulhatnak. Kiderítik azonban, hogy nagy valószínűséggel azért tették felismerhetetlenné az áldozatot, mert valaki beférkőzött az egyik tengeralattjáró fedélzeté szolgáló tiszt helyére.                                                                                        |                      |                          |                    |      |
| Minimum Security | 2003. november 25.   | Könnyített részleg       | 2005. december 5.  | 1x08 |
| Egy tengerész holttestében smaragdokat találnak a boncolás közben. A szálak Kubába vezetnek, |                      |                          |                    |      |
| Marine Down | 2003. december 16.   | A földben                | 2005. december 12. | 1x09 |
| |                      |                          |                    |      |
| Left for Dead | 2004. január 6.      | Sorsára hagyva           | 2005. december 19. | 1x10 |
| |                      |                          |                    |      |
| Eye Spy | 2004. január 13.     | Kémműhold                | 2006. január 2.    | 1x11 |
| |                      |                          |                    |      |
| My Other Left Foot | 2004. február 3.     | A bal lábam              | 2006. január 9.    | 1x12 |
| |                      |                          |                    |      |
| One Shot, One Kill | 2004. február 10.    | Egyetlen lövéssel        | 2006. január 16.   | 1x13 |
| |                      |                          |                    |      |
| The Good Samaritan | 2004. február 17.    | Az irgalmas szamaritánus | 2006. január 30.   | 1x14 |
| |                      |                          |                    |      |
| Enigma | 2004. február 24.    | Miért?                   | 2006. február 6.   | 1x15 |
| |                      |                          |                    |      |
| Bête Noire | 2004. március 2.     | Rémálmok                 | 2006. február 13.  | 1x16 |
| |                      |                          |                    |      |
| The Truth Is Out There | 2004. március 16.    | Az igazság odaát van     | 2006. február 27.  | 1x17 |
| |                      |                          |                    |      |
| UnSEALed | 2004. április 6.     | Nyílt titok              | 2006. március 6.   | 1x18 |
| |                      |                          |                    |      |
| Dead Man Talking | 2004. április 27.    | Halott ember mesél       | 2006. március 13.  | 1x19 |
| |                      |                          |                    |      |
| Missing | 2004. május 4.       | Eltűntek                 | 2006. március 27.  | 1x20 |
| |                      |                          |                    |      |
| Split Decision | 2004. május 11.      | Tüzes nő                 | 2006. április 10.  | 1x21 |
| |                      |                          |                    |      |
| A Weak Link | 2004. május 18.      | A gyenge láncszem        | 2006. április 24.  | 1x22 |
| |                      |                          |                    |      |
| Reveille | 2004. május 25.      | Ébresztő                 | 2006. május 8.     | 1x23 |
| |                      |                          |                    |      |